# Nadifa Mohamed
Nadifa Mohamed, in somalo Nadiifa Maxamed (in arabo نظيفة محمد‎?; Hargheisa, 1981), è una scrittrice somala naturalizzata britannica.

## Biografia
Nata nel 1981 a Hargeisa, nel 1986 si è trasferita in Inghilterra.
Cresciuta a South London, ha studiato Storia e Politica al St Hilda's College di Oxford.
Nel 2009 ha esordito nella narrativa con il romanzo Mamba boy basato sui racconti del padre cresciuto tra l'Africa e il Medio Oriente aggiudicandosi l'anno successivo il Betty Trask Award.
Inserita nella lista "Africa39" che raccoglie i 39 scrittori africani più promettenti sotto i 40 anni, con il secondo romanzo, The Orchard of Lost Souls pubblicato nel 2013, ha ottenuto l'anno seguente il Somerset Maugham Award.
Giornalista per il Guardian, nel 2018 è stata eletta "fellow" della Royal Society of Literature.

## Opere

### Romanzi
- Mamba boy (Black Mamba Boy, 2009), Vicenza, Neri Pozza, 2010 traduzione di Ada Arduini ISBN 978-88-545-0399-1.
- The Orchard of Lost Souls (2013)
- The Fortune Men (2021)

## Premi e riconoscimenti
- Betty Trask Award: 2010 vincitrice con Mamba boy
- Somerset Maugham Award: 2014 vincitrice con The Orchard of Lost Souls